# Ложка для грейпфрута

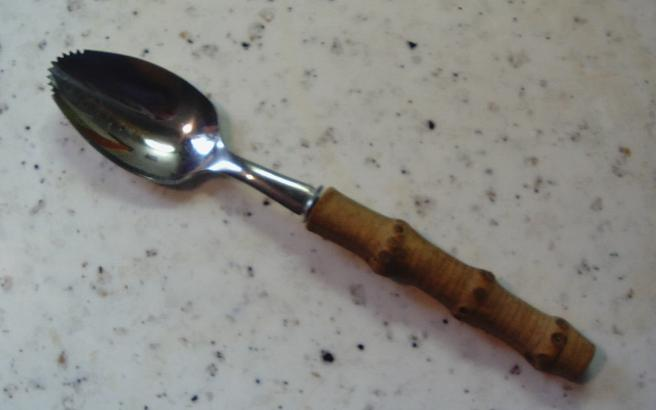
Ложка с зубчиками на язычке черпала.

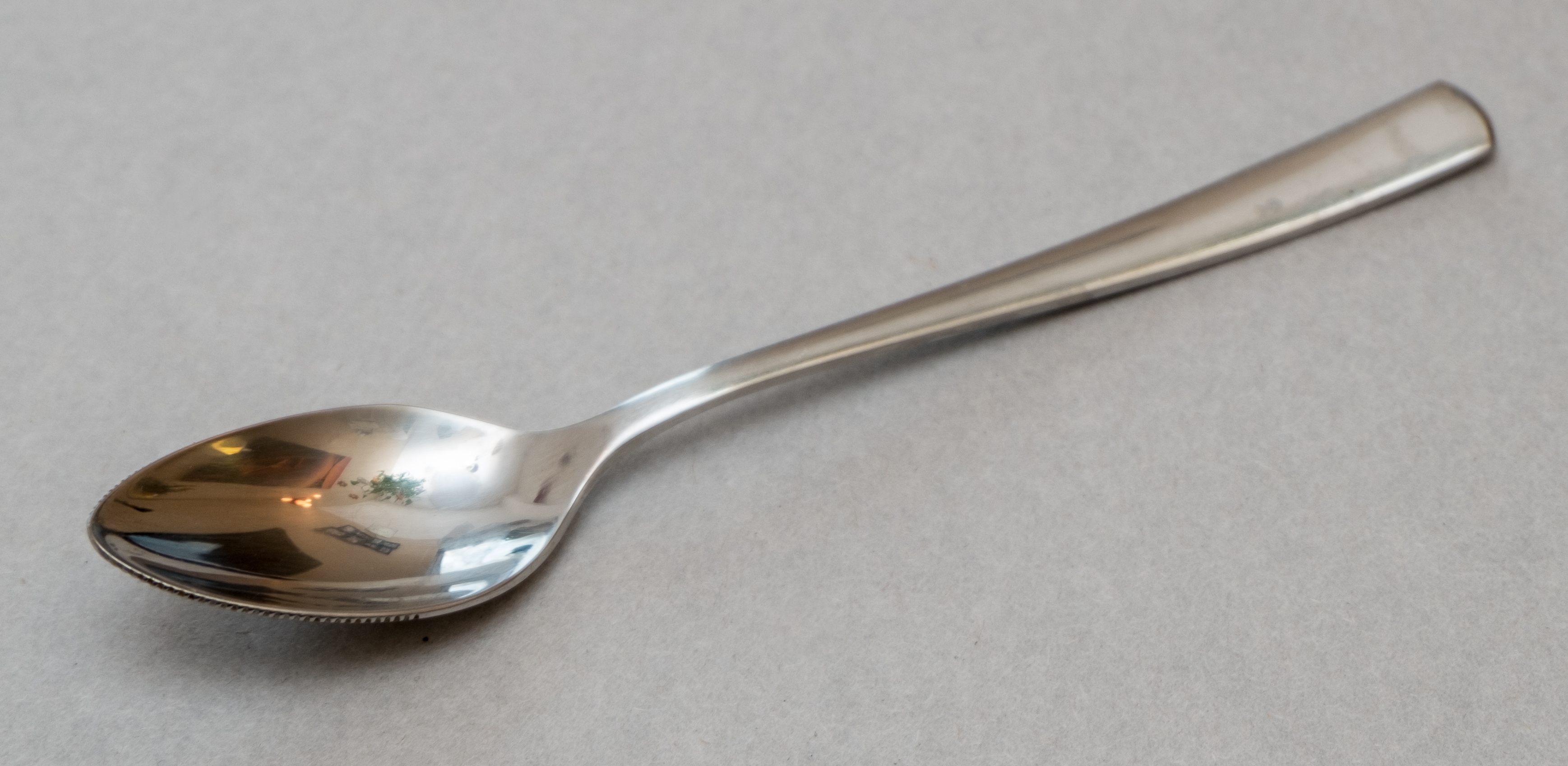
Ложка с зубчиками по периметру черпала.

Ложка для грейпфрута — это столовый прибор, предназначенный для отделения мякоти грейпфрута от его кожуры. Напоминает чайную ложку, но отличается от неё зубчиками, расположенными на кромке черпала. Может также использоваться для разделки других фруктов — апельсина, киви и прочих. 